# Sphecodes pilosulus
Sphecodes pilosulus är en biart som beskrevs av Smith 1879. Sphecodes pilosulus ingår i släktet blodbin, och familjen vägbin. Inga underarter finns listade i Catalogue of Life.